# Vihioja
Vihioja, est le quartier numéro 25 (finnois : Kaupunginosa XXV) de Tampere en Finlande.

## Description
Les quartiers voisins sont : Nekala, Jokipohja, Koivistonkylä et Hatanpää
Le nom du quartier est vient du ruisseau Vihioja qui le borde. 
Le ruisseau prend sa source dans l’Houkanjärvi du côté de Kangasala et se jette dans la baie Vihiojanlahti du Pyhäjärvi. 
Le mot vihi désigne une ligne faite de branches d'épinette pour attraper un oiseau forestier. 
Vihioja était également un champ le long du ruisseau qui appartenait au manoir de Hatanpää. 
Le quartier qui, à l'origine , faisait partie de Messukylä a été zoné comme zone industrielle en 1939.

## Galerie

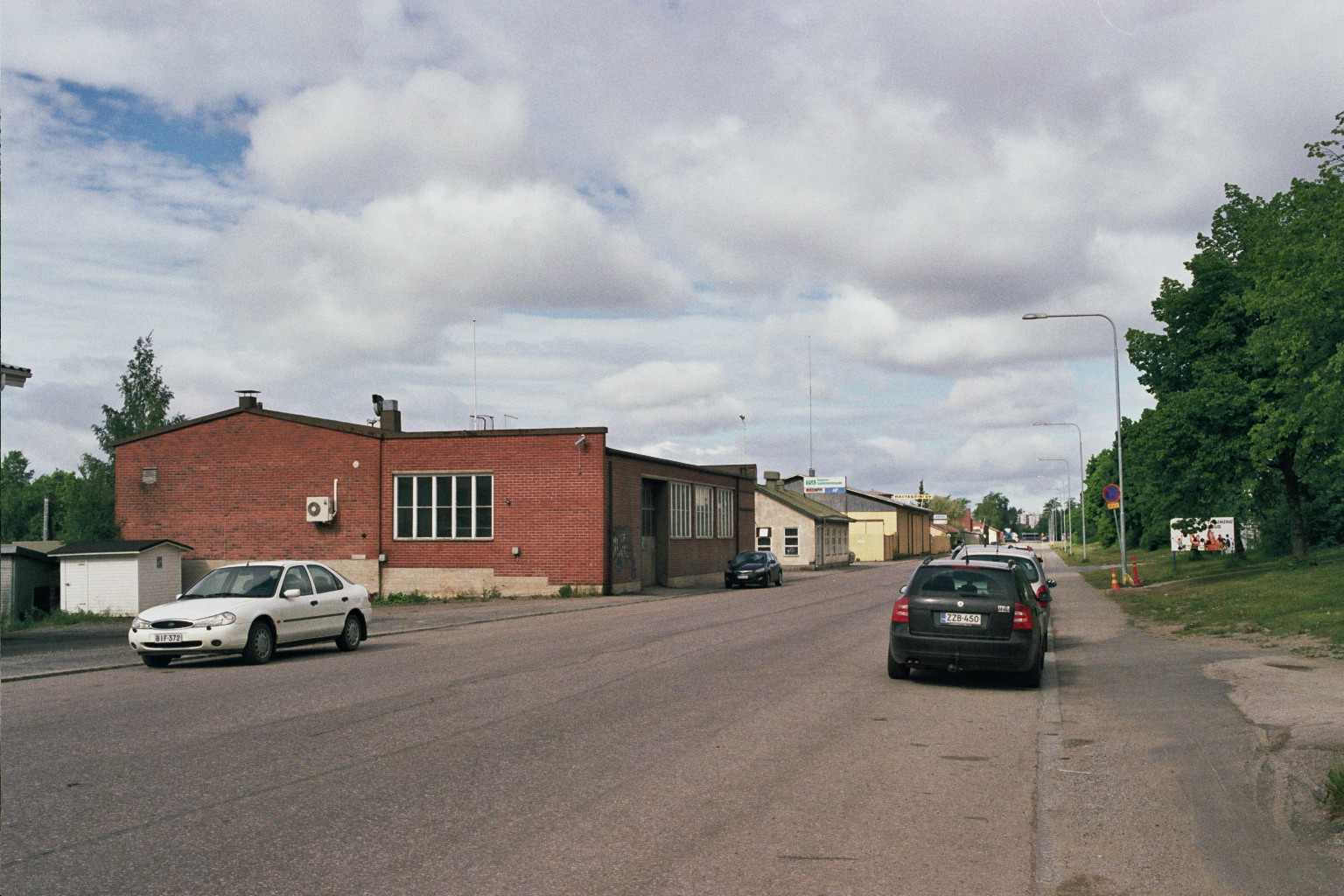
Rue Vihiojantie à Nekala.
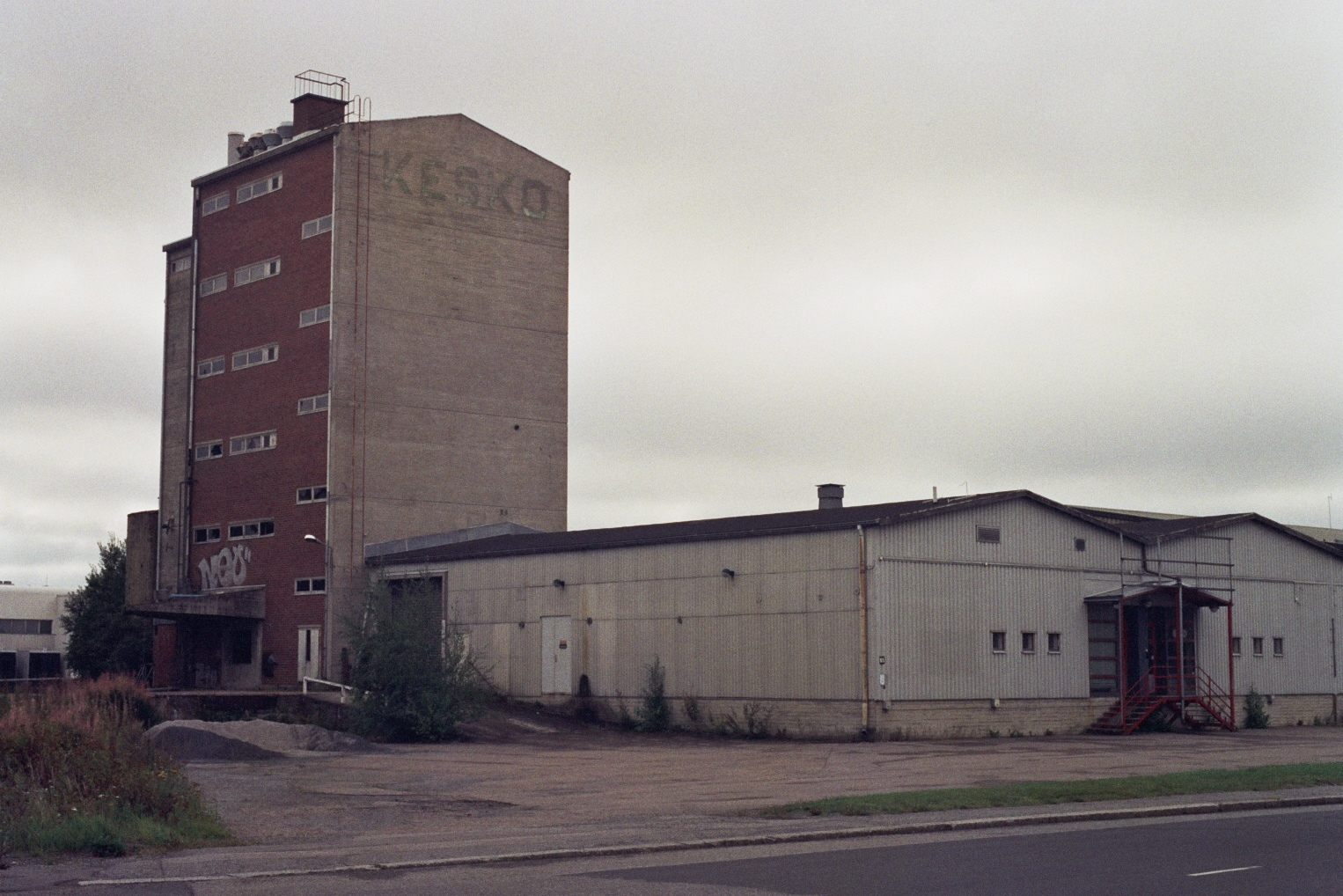
Bâtiment Kesko.
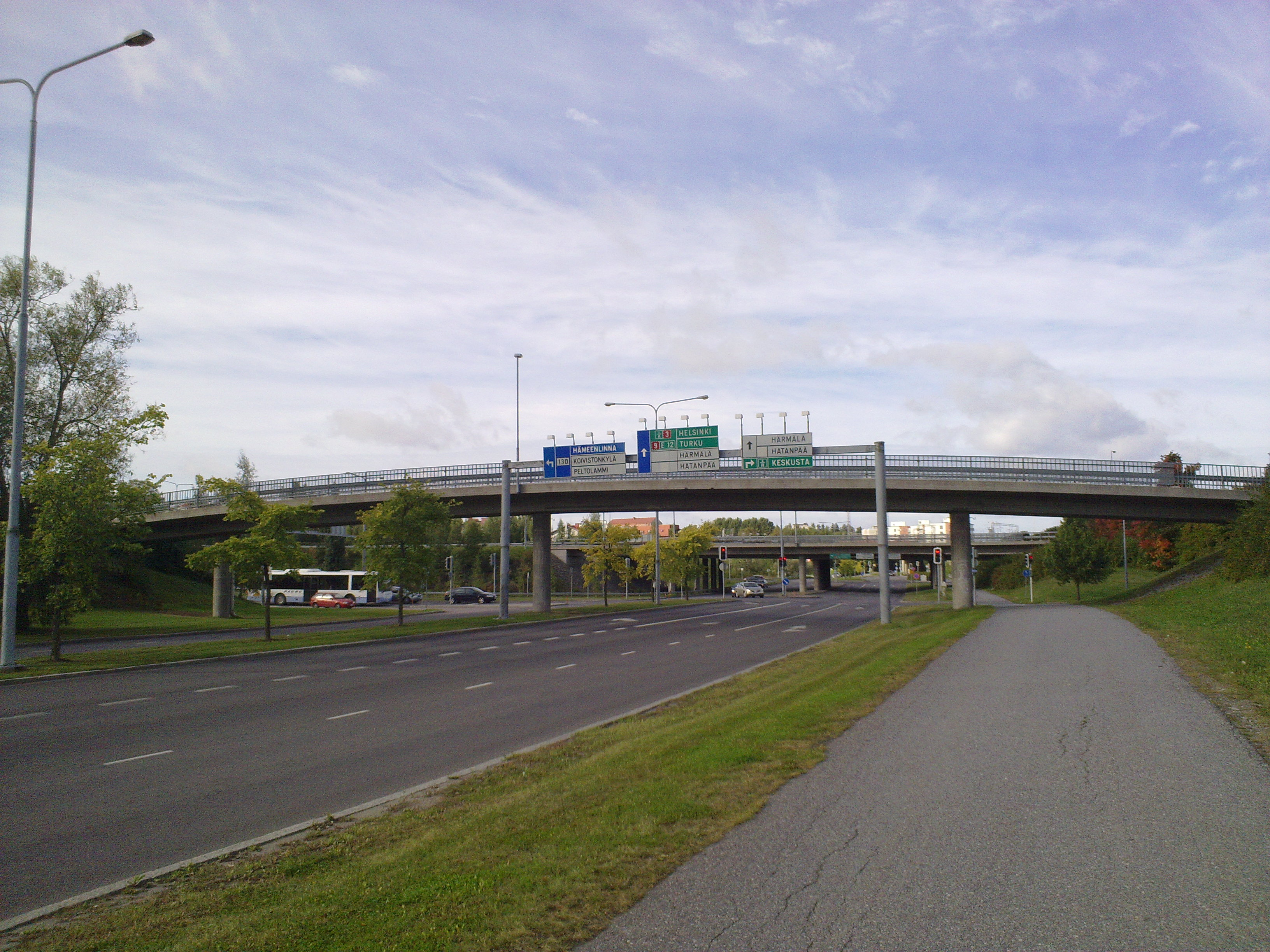